# Bankhaus F. Mart. Magnus
Das Bankhaus F. Mart. Magnus war eine Berliner Privatbank im 19. Jahrhundert. Die größte Bedeutung hatte die Bank für etwa zwanzig Jahre (1850–1870), in denen sie sich an der Emission preußischer Anleihen, Finanzierung von Industrieprojekten und Gründung weiterer Banken beteiligte.

## Anfänge
Gründer der Bank war der jüdische Textilkaufmann Immanuel Meyer Magnus (1770–1821). Mit seiner Frau Merle Fränkel, Tochter des Berliner Kaufmanns und Bankiers Benjamin Fränkel, hatte er sechs Söhne. Er konvertierte 1807 zum Protestantismus und erwarb 1809 das Bürgerrecht in Berlin. Im selben Jahr begann er unter seinem neuen Namen Johann Matthias Magnus neben dem Handelsgeschäft auch das Bank- und Wechselgeschäft, was zur damaligen Zeit eine übliche Kombination war. Die beiden ältesten Söhne, Carl Adolf Magnus (1794–1820) und Friedrich Martin Magnus wurden Mitarbeiter des Vaters. Nach dem frühen Tod von Carl Adolf und dem Tod des Vaters führte Friedrich Martin die Bank ab 1821 unter der neuen Firma F. Mart. Magnus allein weiter. Er war es, der die Bank zu ihrer eigentlichen Bedeutung brachte.
Von seinen Brüdern sind der Maler Eduard Magnus und der Physiker Gustav Magnus zu nennen.

## Friedrich Martin Magnus
Magnus wurde am 7. November 1796 in Berlin geboren und starb am 17. Februar 1869 in Görlitz. Er war in erster Ehe verheiratet mit Franziska Maria Fränkel (1801–1841), Tochter des Warschauer Bankiers Samuel Anton Fränkel, in zweiter Ehe (1857) mit Henriette von Prittwitz (1831–1913), Tochter des preußischen Infanteriegenerals Karl von Prittwitz (1790–1871). Magnus gehörte seit 1853 zum preußischen Adel und wurde 1868 in den Freiherrenstand erhoben. Sein Nachfolger in der Bank war der Sohn Victor Freiherr von Magnus. Die Tochter Ida Maria heiratete 1845 Paul Julius Reuter, den späteren Gründer der Nachrichten-Agentur Reuters in London. Der als Bankkaufmann ausgebildete Reuter erkannte die Bedeutung schneller Übermittlung von Bank- und Börsendaten und setzte ab 1850 Brieftauben ein, um die Lücke zwischen Aachen und Brüssel in der Nachrichtenverbindung zwischen den Börsenplätzen Berlin und Paris zu schließen. Sein anderer Sohn, Anton von Magnus (1821–1882), war preußischer Diplomat.

## Bankhaus F. Mart. Magnus

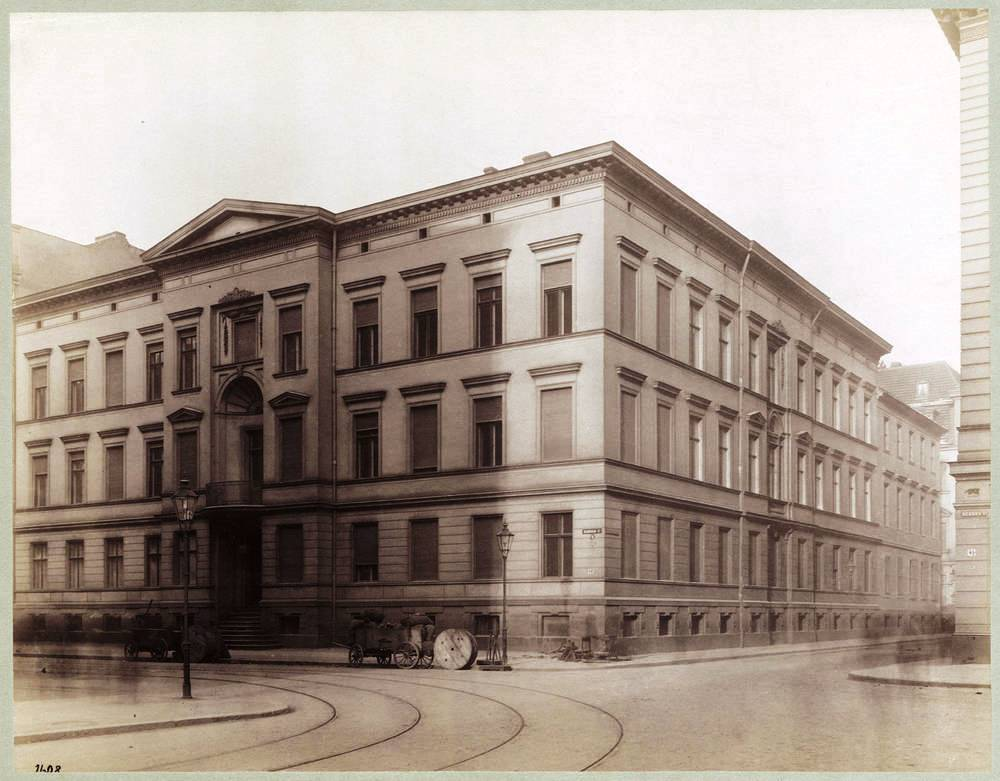
Bankhaus F. Mart. Magnus in der Behrenstraße 46, Fotografie von F. Albert Schwartz von 1894

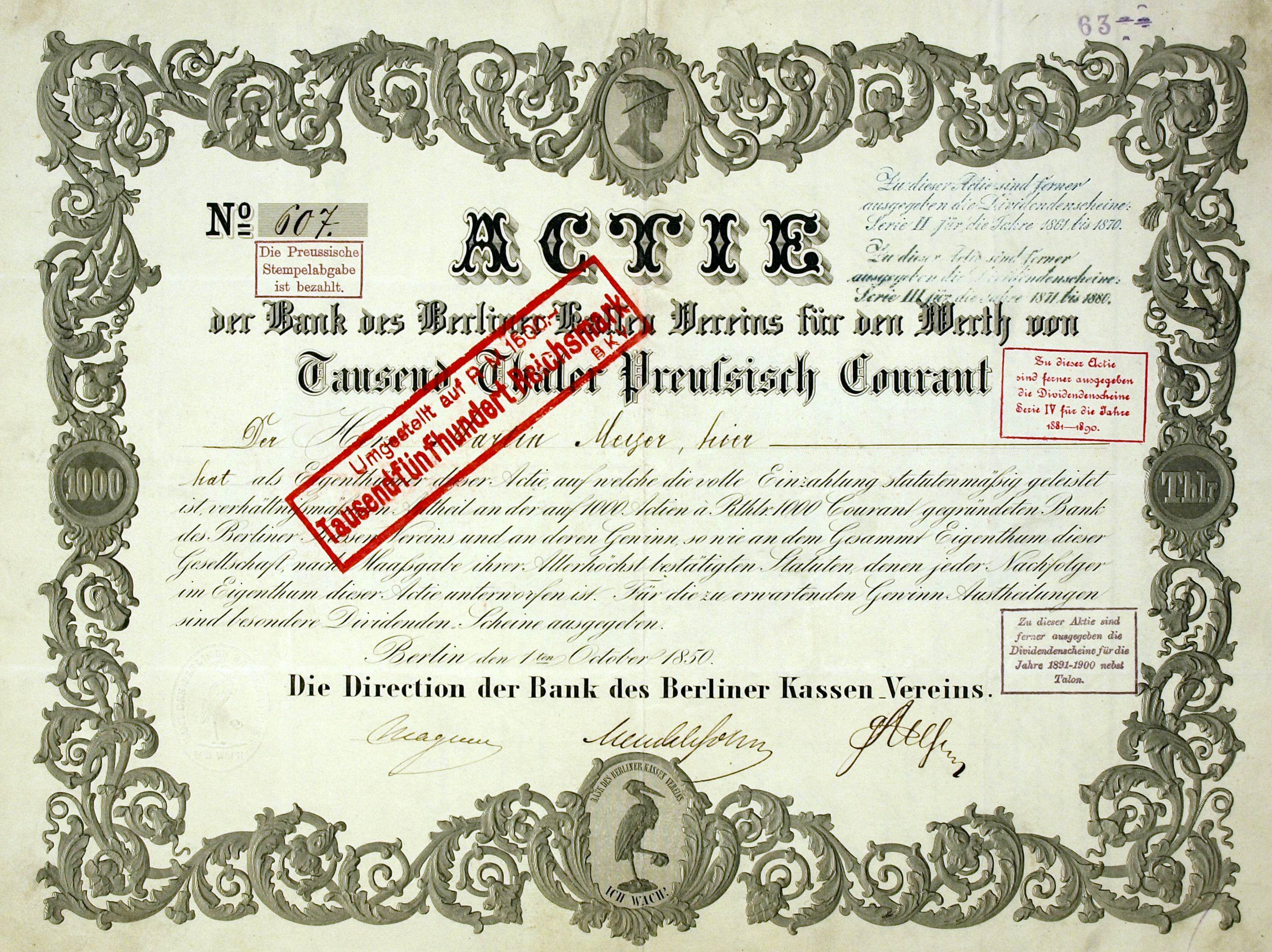
Gründeraktie der Bank des Berliner Kassenvereins vom 1. Oktober 1850 mit Unterschrift von F. Mart. Magnus

Seit etwa 1810 war die Magnus-Familie im Besitz des Wohn- und Geschäftshauses Behrenstraße 46. Mit ihrem Haus begann die Ansiedelung von Banken in der Behrenstraße. In den fast 50 Jahren des Wirkens von Friedrich Martin Magnus stieg die Bank in die erste Reihe der Berliner Institute auf. Ein wichtiger Partner in der Anfangszeit war sein Schwiegervater Fränkel, für den er mehrere polnische und russische Anleihen in Berlin vermittelte.
1833 wurde die Magnus-Bank Mitglied im Berliner Cassenverein, einer Einrichtung, die die Abrechnung der beteiligten Banken vereinfachte. Nach Umwandlung zur Bank des Berliner Kassenvereins (1850) saß Magnus dem Verwaltungsrat vor.
1856 gehörte Magnus zu den Gründern der Berliner Handels-Gesellschaft, einer Bank zur Finanzierung von Industrieprojekten in Preußen.
Eine für die Magnus-Bank entscheidende Phase begann 1859, als sie gemeinsam mit sechs weiteren Berliner Privatbanken, darunter S. Bleichröder, Mendelssohn & Co. und Gebr. Schickler, die sogenannte Mobilmachungsanleihe Preußens übernahm. Die Anleihe über 30 Millionen Taler war aufgelegt worden angesichts der Kriegshandlungen Österreichs gegen Italien und Frankreich. Nach der schnellen Niederlage Österreichs und dem Verzicht Preußens auf Intervention konnte mit der Anleihe die von Kriegsminister Albrecht von Roon geplante Reorganisation der preußischen Armee finanziert werden.
Aus der Zusammenarbeit dieser Banken entstand einige Jahre später das Preußen-Konsortium, das in der Folge weitere preußische Anleihen auf den Finanzmärkten unterbrachte.
Mit dem Tod von Friedrich Martin von Magnus 1869 ging die Geschäftsführung auf seinen Sohn Victor von Magnus (1828–1872) über, der den Vater nur um dreieinhalb Jahre überlebte. Zu den weitreichenden Entscheidungen Victor von Magnus’ gehörte der Eintritt in das Gründungskomitee der Deutschen Bank. Die von Adelbert Delbrück initiierte Errichtung einer großen deutschen Bank für den Überseehandel sollte die Abhängigkeit vom Londoner Finanzplatz überwinden. Magnus beteiligte sich mit 175.000 Talern am Aktienkapital. Dem ersten Verwaltungsrat gehörte er als Vorsitzender an. Die Gründung der Deutschen Bank 1870 wurde mit Skepsis und Argwohn begleitet, war es doch die erste Bank in Berlin, die als Aktiengesellschaft zugelassen wurde.
Kurz vor seinem Tod beteiligte sich Magnus an der Finanzierung der Terraingesellschaft Rittergut Weißensee, die die städtebauliche Entwicklung in diesem Teil Berlins vorantrieb.
Victor von Magnus war auch als Generalkonsul in London tätig.
Als er 1872 ohne Nachkommen starb, gingen seine Geschäftsanteile auf die Erbengemeinschaft Magnus über. Diese ordnete die Eigentumsverhältnisse in der Weise, dass sie die beiden Cousins von Victor von Magnus, Paul Magnus (1845–1930) und Georg Magnus (1839–1924), als Nachfolger einsetzte und den langjährigen Prokuristen Friedrich August Schüler als Mitinhaber aufnahm. Bereits 1873 leitete Paul Magnus die Liquidation der Bank ein. Nach Abwicklung der laufenden Geschäfte einschließlich der Verluste aus dem Engagement bei der Bau-Gesellschaft für Eisenbahn-Unternehmungen F. Plessner & Comp. stellte das Bankhaus seine Tätigkeit ein. 1894 wurde die Firma aus dem Handelsregister gestrichen. Das Grundstück Behrenstraße 46, Ecke Charlottenstraße wurde 1899 verkauft. Das dort 1901 neu errichtete, mehrfach erweiterte und veränderte Gebäude ist heute Sitz des Deutschen Sparkassen- und Giroverbandes.
Einige Angehörige der weitverzweigten Magnus-Familie, darunter Eduard und Gustav Magnus, sind auf dem Dorotheenstädtischen Friedhof, Invalidenstraße in Berlin, bestattet.